# Ruslan Lunyov
Ruslan Lunyov (también escrito como Ruslan Lunev; Bakú, URSS, 25 de julio de 1989) es un deportista azerbaiyano que compite en tiro, en la modalidad de pistola.
Ganó una medalla de plata en el Campeonato Mundial de Tiro de 2022 y nueve medallas en el Campeonato Europeo de Tiro entre los años 2017 y 2025.

## Palmarés internacional
| Campeonato Mundial | Campeonato Mundial    | Campeonato Mundial | Campeonato Mundial    |
| Año                | Lugar                 | Medalla            | Prueba                |
| ------------------ | --------------------- | ------------------ | --------------------- |
| 2022               | El Cairo (Egipto)     | Medalla de plata   | Pistola de fuego 25 m |
| Campeonato Europeo |                       |                    |                       |
| Año                | Lugar                 | Medalla            | Prueba                |
| 2017               | Maribor (Eslovenia)   | Medalla de bronce  | Pistola 10 m mixto    |
| 2019               | Lonato (Italia)       | Medalla de oro     | Pistola de fuego 25 m |
| 2021               | Osijek (Croacia)      | Medalla de bronce  | Pistola de fuego 25 m |
| 2022               | Breslavia (Polonia)   | Medalla de oro     | Pistola estándar 25 m |
| 2022               | Breslavia (Polonia)   | Medalla de plata   | Pistola de fuego 25 m |
| 2023               | Tallin (Estonia)      | Medalla de plata   | Pistola 10 m          |
| 2024               | Osijek (Croacia)      | Medalla de plata   | Pistola de fuego 25 m |
| 2024               | Osijek (Croacia)      | Medalla de bronce  | Pistola estándar 25 m |
| 2025               | Châteauroux (Francia) | Medalla de plata   | Pistola de fuego 25 m |